# Harald Lyth
Harald Arne Lyth, född 21 december 1937 i Göteborg, är en svensk professor, målare och grafiker.

## Biografi
Lyth är son till bankdirektören Arne Lyth och Reidunn, född von Hirsch samt bror till Einar, Göran och Ragnar Lyth. Han gick på Konstindustriskolan i Göteborg 1955-1959 och Konsthögskolan 1960-1965. Lyth var professor vid Konsthögskolan i Stockholm 1989-1994.
Han är representerad på Nationalmuseum, Moderna museet, Göteborgs konstmuseum, Malmö museum, Arkivmuseet i Lund, Nordiskt konstcentrum i Helsingfors och i Hans Majestät Konungens samlingar. Lyth blev ledamot av Kungliga Akademien för de fria konsterna 1981. Han förlänades med Prins Eugen-medaljen år 2000.
Lyth gifte sig 1963 med textilkonstnären Christa Goldbeck-Löwe (född 1935), dotter till direktören Adolf Goldbeck-Löwe och Edit, född Tötterman.